# Oreodera costaricensis
Oreodera costaricensis là một loài bọ cánh cứng trong họ Cerambycidae.